# Czigány Tamás (filmrendező)
Czigány Tamás (Budapest, 1928. március 12. – 2014. február 5.) Balázs Béla-díjas (1972) magyar filmrendező.

## Életpályája
Szülei: Czigány László és Kecskeméthy Irén voltak. 1947–1950 között a Színház- és Filmművészeti Főiskola hallgatója volt. 1950–1955 között a moszkvai Állami Filmintézet (VGIK) hallgatója volt. 1955-től a Híradó- és Dokumentumfilmgyár rendezője volt. 1955–1962 között kb. 25 oktatófilmet rendezett a legkülönbözőbb témakörökben.

### Munkássága
Több száz rövidfilmet rendezett a Mafilmnél és a Magyar Televízióban. Képzőművészeti, dokumentum, ismeretterjesztő és népszerű-tudományos filmeket készített. A Részletek J.S. Bach Máté passiójából című film 1965-ben az Oberhauseni Filmfesztfeszfesztiválon különdíjat kapott és 1967-ben a Legjobb rövid dokumentumfilm kategóriában Oscar-díjra is jelölték. Portrét készített Illyés Gyuláról, Ortutay Gyuláról, Keresztury Dezsőről is. Filmet készített Mednyánszky Lászlóról (1960), Derkovits Gyuláról (1967). Sorozatot készített; Híres magyar könyvtárak (1976) és Szülők iskolája címmel.

## Magánélete
1951-ben házasságot kötött Weiner Judit (1930-2000) színésznővel. Egy lányuk született: Anna (1956).

## Filmjei
- Ősz Badacsonyban (1954)
- Egy a sok közül (1955)
- Mosolygó öregek (1955)
- Gyorsított vágathajtás (1956)
- A víz és az ember (1956)
- Védekezzünk a szilikózis ellen! (1957)
- Szülők, vigyázzatok! (1957)
- Baráti látogatás (1957)
- Tízezer bányászlakás (1957)
- Pisti meg a mama (1957)
- Kertimag-termesztés (1957)
- Olajkútfúrás (1957)
- Tavasz Bujákon (1958)
- Gombapör (1959)
- Mindent rendbe lehet hozni (1959)
- Egészségünkre? (1959)
- Kőolajtermelés (1959)
- Az első magyar atomreaktor (1959)
- A fejlődés kezdeti szakasza (1959)
- Szerelőszalag (1960)
- Mednyánszky 1852-1919 (1960)
- Fényes Adolf művészete (1960)
- Ki az ágyból! (1960)
- Csontváry Kosztka Tivadar (1961)
- Ábrázolás vetületekkel (1961)
- Egyszer volt! (1961)
- Szívfejlődés (1961)
- Nyárfatermesztés (1961)
- Indonézia képei (1962)
- Törvények a porond felett (1962)
- Munkavédelem a kovácsolásnál (1962)
- A magzatburok kialakulása (1962)
- Urémia gyógykezelése (1962)
- Laboratóriumi munka rádióizotópokkal (1963)
- Kenderkórók feldolgozása (1963)
- Kemény PVC-cső gyártása (1963)
- Fogatos közelítő kerékpár munkája (1963)
- Bolgár hegyek között (1963)
- Esőszerű öntözés üzeme (1963)
- A tenger két partján (1964)
- Irodalomóra a III/B-ben I.-II. (1964)
- Arany nyárfa (1964)
- A korszerű építésmódok biztonságtechnikája (1964)
- Lányok pályaválasztás előtt (1965)
- Várak, műemlékek (1965)
- Rembrandt világa (1965)
- Magyar várak (1965)
- Korszerű technológia és munkavédelem (1965)
- Faforgácslemez-gyártás (1965)
- A magzatburok fejlődése (1965)
- Film a kutatás szolgálatában (1966)
- Korszerű olajtüzelés (1966)
- Növényi kártevők előrejelzése (1966)
- Kerti magvak betakarítása (1967)
- Először Magyarországon (1967)
- Derkovits Gyula (1967)
- Döntetlen (1968)
- Balesetek helyszínelése (1969)
- Meggyógyultak (1970)
- Küzdelem (1970)
- Holnap (1970)
- És mit tesz az üzem? (1970)
- Állattenyésztés Magyarországon (1970)
- Szállítás a mezőgazdaságban (1971)
- Az euklideszi geometria világa (1972)
- Szarvasmarha-hízlalás (1973)
- Önmagunkért (1973)
- Térszemléletünk kialakulása (1974)
- Nők a holnapok felé (1974)
- Gazdasági állatok viselkedése (1974)
- Hevesi Ákos (1975)
- A lucerna termesztése (1975)
- Híres magyar könyvtárak (1976)
- Gyógyuló sebek (1976)
- Vallomás és üzenet (1977)
- Nyúltartás a ház körül (1977)
- Nagyberuházások (1977)
- Az ember és világegyeteme (1977)
- Magyar szecesszió (1978)
- Kisgépek a ház körül (1978)
- A Tiszatáj szívében (1979)
- Jelek a homályból (1980)
- A magyar avantgard születése (1981)
- Vizek és veszélyek (1982)
- Magyar romantika (1982)
- Fonák világ (1983)
- Villamos motorok javítása (1984)
- Sokoldalú egészségnevelés (1984)
- A házikertek növényvédelme (1984)
- Nukleáris lelkiismeret (1987)
- Trófeák (1988)